# Никулин, Николай Иванович
Никола́й Ива́нович Нику́лин (3 октября 1931, Москва — 31 декабря 2005) — советский и российский литературовед-вьетнамист, доктор филологических наук, профессор.

## Биография
Родился в Москве 3 октября 1931 года.
В 1954 году окончил Московский институт востоковедения. Был стажёром в Демократической Республике Вьетнам (1954—1956). С 1960 по 1964 год работал научным сотрудником Института востоковедения АН СССР.
В 1961 году защитил кандидатскую диссертацию «Творчество Нгуен Зу (1765—1820)».
С 1969 года перешёл на работу в ИМЛИ АН СССР, где с 1975 по 2005 год возглавлял отдел литературы Азии и Африки. Опубликовано более 200 работ.
В 1974 году защитил докторскую диссертацию «Национальные художественные традиции и межнациональные связи в развитии вьетнамской литературы».

## Основные работы
- Никулин Н. И. Великий вьетнамский поэт Нгуен Зу. М.: Художественная литература", 1965. — 119 с.
- Никулин Н. И. Вьетнамская литература: от средних веков к Новому времени: X—XIX вв. (1977).